# A New Life
A New Life es el segundo álbum de estudio de la banda estadounidense The Marshall Tucker Band. Fue publicado el 1 de febrero de 1974 a través de Capricorn Records. Producido por Paul Hornsby, el álbum se grabó en Capricorn Sound Studios, en Macon, Georgia, mientras que la masterización del álbum se realizó en Sterling Sound, en la ciudad de Nueva York, por el ingeniero de audio George Marino.

## Recepción de la crítica
Un escritor no especificado de Cash Box escribió: “Nos impresionó el último trabajo de la banda, pero este va mucho más allá... Una fuerte instrumentación y unas voces valientes son la esencia de este excelente conjunto de country/funk/rock”. Un escritor no especificado de Record World le otorgó el certificado de “Hit of the Week”, e indicó: “Melódico y relajado, este álbum seguramente servirá para promover su primer éxito de gran alcance”. Un escritor no especificado de la revista Billboard elogió las “hermosas líneas de múltiples guitarras y voces superficiales” del álbum.

## Lista de canciones
Todas las canciones escritas y compuestas por Toy Caldwell. 
| Lado uno |                           |          |  |
| N.º      | Título                    | Duración |  |
| 1.       | «A New Life»              | 6:36     |  |
| 2.       | «Southern Woman»          | 7:43     |  |
| 3.       | «Blue Ridge Mountain Sky» | 3:30     |  |
| 4.       | «Too Stubborn»            | 3:47     |  |

| Lado dos |                        |          |  |
| N.º      | Título                 | Duración |  |
| 1.       | «Another Cruel Love»   | 3:55     |  |
| 2.       | «You Ain't Foolin' Me» | 7:00     |  |
| 3.       | «24 Hours at a Time»   | 5:00     |  |
| 4.       | «Fly Eagle Fly»        | 4:15     |  |

- Los lados uno y dos fueron combinados como pista 1–8 en la reedición de CD.

| Bonus track (2003 Shout Factory! reissue) | |          |  |
| N.º                                       | Título | Duración |  |
| 9.                                        | «Another Cruel Love» (Live at the Uihlein Hall Performing Arts Center, Milwaukee, WI / 11 de julio de 1974) | 4:24     |  |

## Créditos y personal
Créditos adaptados desde las notas de álbum de A New Life.
The Marshall Tucker Band
- Toy Caldwell – steel guitar, slide guitar, guitarra acústica y eléctrica, voz principal (3, 8)
- Tommy Caldwell – bajo, coros
- Jerry Eubanks – flauta, saxofón, coros
- Paul Riddle – batería
- Doug Gray – voz principal (1, 2, 4–7), coros, percusión
- George McCorkle – banjo, guitarra acústica y eléctrica

Músicos adicionales
- Paul Hornsby – teclados
- Charlie Daniels – violín tradicional
- Jaimoe – conga
- Oscar Jackson – bocina
- Earl Ford – bocina
- Harold Williams – bocina
- Todd Logan – bocina

Personal técnico
- Paul Hornsby – productor, ingeniero de audio
- Sam Whiteside – ingeniero de audio
- Wonder Graphics – ilustración
- David & Jimmy Holmes – ilustración
- George Marino – masterización

## Certificaciones y ventas
| País                  | Certificación | Ventas  |
| --------------------- | ------------- | ------- |
| Estados Unidos (RIAA) | Oro           | 500 000 |